# IC 585
IC 585 ist eine elliptische Galaxie vom Hubble-Typ E/S0 im Sternbild Löwe an der Ekliptik. Sie ist rund 314 Millionen Lichtjahre von der Milchstraße entfernt und hat einen Durchmesser von etwa 120.000 Lichtjahren.
Im selben Himmelsareal befindet sich u. a. die Galaxie NGC 3080.
Das Objekt wurde am 18. März 1890 vom französischen Astronomen Guillaume Bigourdan entdeckt.